# Cathariostachys
Cathariostachys es un género de plantas de la familia de las poáceas. Es originario de Madagascar.

## Descripción
Plantas perennes con los rizomas alargados. Culmos erectos o arqueados), o inclinados; de 700-1100-1500 cm de largo; leñosos. Los entrenudos cilíndricos. Las ramas laterales dendroides. Complemento con varias o muchas ramas; parece que surge por debajo del nodo; con 1 rama dominante. Las vainas persistentes; auriculadas.  Lígula una membrana eciliate. Base de la hoja de punta con una breve conexión al peciolo como a la vaina. Láminas foliares lanceoladas. Sinflorescencia  globosa; con brácteas subtendiendo glumáceas; sin yemas axilares en la base de la espiguilla. Espiguillas fértiles con 1 flósculo estéril basal; 1 flósculo fértil; con una extensión raquillada estéril. Espiguillas lanceoladas; comprimidas lateralmente; de 13-18.5-22 mm de largo; rompiendo en la madurez; desarticulándose debajo de cada flósculo fértil.

## Especies
- Cathariostachys capitata (Kunth) S.Dransf.	Kew Bull. 53(2): 391	1998
- Cathariostachys madagascariensis 	(A.Camus) S. Dransf.